# Малышевка (приток Енисея)
Малышевка — река в Восточной Сибири, приток реки Енисей. Протекает по территории Таймырского Долгано-Ненецкого района Красноярского края. Длина — 18 км.
Начинается в небольшом безымянном озере в заболоченной тундре, течёт в юго-восточном направлении по лесотундре. Впадает в Енисей справа на расстоянии 360 км от его устья.
Вблизи устья реки стоит изба.
Основной приток — безымянная река длиной 11 км — впадает справа 9 км от устья.

## Данные водного реестра
По данным государственного водного реестра России относится к Енисейскому бассейновому округу, водохозяйственный участок реки — Енисей от в/п г. Игарка до устья без р. Хантайка от истока до Усть-Хантайского г/у, речной подбассейн реки — Енисей ниже впадения Нижней Тунгуски. Речной бассейн реки — Енисей.
Код объекта в государственном водном реестре — 17010800412116100107401.